# Thuidium pseudorecognitum
Thuidium pseudorecognitum là một loài Rêu trong họ Thuidiaceae. Loài này được (Hampe) Kindb. miêu tả khoa học đầu tiên năm 1891.